# Ishita Arun
Ishita Arun (n. 4 de septiembre de 1979, Jaipur) es una cantante, VJ y actriz india. Su madre es la cantante Ila Arun.

## Carrera
Ishita inició su carrera como actriz, apareciendo por primera vez en las pantallas de televisión, en su primer corte publicitario comercial tenía de tres años, para las marcas de cremas como Vicks Vaporub y Jayant Kripalani. Este fue el famoso anuncio para la empresa distribuidora de "Gale mein Khich Khich", que se emitió durante años en Doordarshan. Además participó en un taller de teatro infantil realizado por Nadira Babbar, a la edad de nueve años y trabajó con Gullan Kriplani, para una serie televisiva titulada " Science Basics".  Antes de que Ishita, participara en una serie televisiva titulada "Shyam Benegal Yatra".  
Ella hizo su debut, tras lanzar su primer video musical en 1999, junto al cantante Sonu Nigam, en la canción titulada "Bijuria" de su álbum pop titulada Mausam (Magnasound). Su debut en el cine llegó a través de una película de Tamil titulada "Snegithiye" (2000), dirigida por Priyadarshan. La versión original en Malayalam de la película titulaba "Raakilipaatu", por razones desconocidas sólo fue lanzado a partir de 2007, recientemente en 2006, fue también la anfitriona de varios programas de competencia de canto como "Sa Re Ga Ma Pa Ek Main Aur Ek Tu", NDTV Imagine's y del reality show, Dil Jeetegi Desi Girl en 2010.

## Filmografía
- 2007 - Raakilipattu (Malayalam)
- 2004 - Stop!
- 2003 - Kahan Ko Tum
- 2000 - Snegithiye (Tamil)